# Jacques de Foix (mort en 1555)
Ne doit pas être confondu avec Jacques de Foix.
Jacques de Foix (né vers 1495, mort le 7 avril 1555) est un prélat français du XVIe siècle, évêque d'Oloron puis évêque de Lescar.

## Biographie
Jacques de Foix est un des fils illégitimes de l'infant de Navarre Jacques de Foix, lui-même fils cadet de la reine Éléonore de Navarre et de Gaston IV de Foix. Jacques a un frère, Frédéric de Foix, seigneur d'Almenêches.
Il est considéré parfois par erreur comme un fils légitime de Corbeyran de Foix, seigneur de Rabat, et de Jeanne de La Roque.
D'abord abbé de Saint-Volusien et de la Règle (la Reule), il est élu évêque d'Oloron en 1521, puis en 1534 évêque de Lescar.
Il meurt le 7 avril 1555.
Il fut gouverneur du Béarn et lieutenant-général de Basse-Navarre pour le roi Henri II de Navarre à partir de 1532. Certains ouvrages précisent que c'est l'évêque de Lescar qui tint sur les fonts baptismaux le petit Henri de Navarre, futur Henri IV, roi de France.